# 弗雷努瓦昂绍塞
弗雷努瓦昂绍塞（法語：Fresnoy-en-Chaussée，法語發音：[fʁɛnwa ɑ̃ ʃose]）是法国上法兰西大区索姆省的一个市镇，属于蒙迪迪耶区。

## 地理
弗雷努瓦昂绍塞（49°46'22"N, 2°35'9"E）面积3.8 平方千米，位于法国上法蘭西大區索姆省，该省份为法国北部沿海省份，北起加来海峡省和北部省，西接滨海塞纳省和大西洋英吉利海峡，南至瓦兹省，东临埃纳省。
与弗雷努瓦昂绍塞接壤的市镇（或旧市镇、城区）包括：桑泰尔地区博库尔、桑泰尔地区昂热斯特、桑泰尔地区梅济耶尔、勒普莱西耶-罗赞维莱尔、勒凯内勒。
弗雷努瓦昂绍塞的时区为UTC+01:00、UTC+02:00（夏令时）。

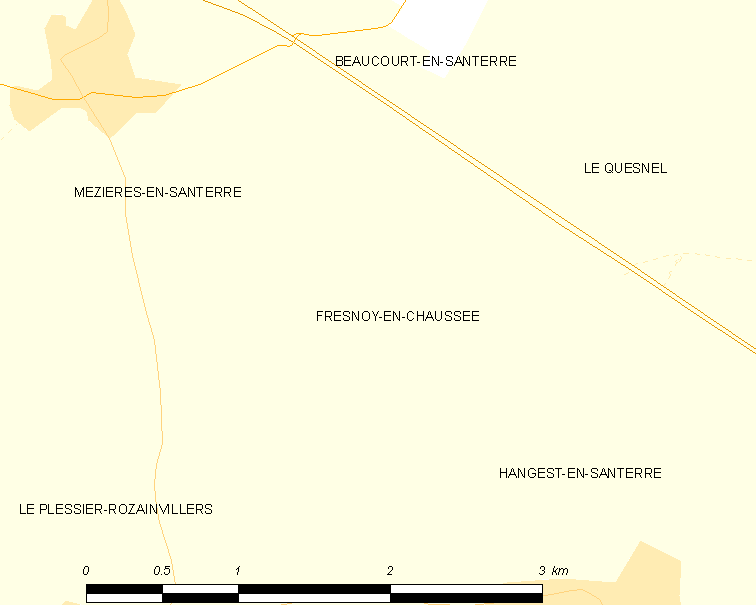
弗雷努瓦昂绍塞的OSM定位图

## 行政
弗雷努瓦昂绍塞的邮政编码为80110，INSEE市镇编码为80358。

## 政治
弗雷努瓦昂绍塞所属的省级选区为莫勒伊县。

## 人口

1962-2008年间弗雷努瓦昂绍塞人口变化图示

弗雷努瓦昂绍塞于2022年1月1日时的人口数量为140人。